# بری ۱۷۰۳

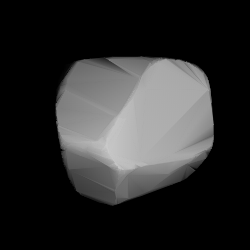
مدل سه‌بُعدی سیارک بری ۱۷۰۳ بر اساس منحنی نور آن

سیارک ۱۷۰۳ (به انگلیسی: 1703 Barry، نامگذاری:1930RB) هزار و هفتصد و سومین سیارک کشف شده‌است که در ۲ سپتامبر ۱۹۳۰ و در هایدلبرگ کشف شد.
قدر مطلق سیارک برابر ۱۲٫۴۰ است.